# Micha'el Malchi'eli
Micha'el Moše Malchi'eli (hebrejsky מיכאל משה מלכיאלי‎‎; * 7. října 1982 Jeruzalém) je izraelský politik, od listopadu 2016 poslanec Knesetu za Šas. V současné době působí jako ministr náboženských služeb a úřadující ministr vnitra v šesté vládě Benjamina Netanjahua.

## Život
Malchi'eli se narodil v Jeruzalémě Šmu'elovi a Miře. Byl žákem Hebronské ješivy, později získal bakalářský titul z pedagogiky a izraelského dědictví na škole Machlala Jerušalajim a vystudoval magisterský obor veřejná politika na Hebrejské univerzitě v Jeruzalémě. V letech 2005–2009 vyučoval na Kirjat no'ar Jerušalajim a v letech 2008–2013 byl roš ješivou ješivy Tif'eret Cvi.

## Politická kariéra
V roce 2013 byl zvolen do jeruzalémské městské rady. V rámci rady zastával funkci radního pro ultraortodoxní sporty a byl členem výboru pro plánování a výstavbu. Byl také poradcem ministra pro náboženské služby Davida Azulaje.
Ve volbách v roce 2015 se umístil na jedenáctém místě kandidátky Šasu. Ačkoli strana získala pouze sedm mandátů, do Knesetu se dostal 2. listopadu 2016 po rezignaci Arje Deriho.
Ve volbách v dubnu 2019 se umístil na šestém místě a byl zvolen do Knesetu, protože Šas získal 8 mandátů.
Ve volbách v roce 2022 se umístil na čtvrtém místě a byl zvolen do Knesetu. Dne 29. prosince byl jmenován ministrem náboženských služeb v šesté vládě Benjamina Netanjahua. Dne 24. ledna 2023, po rozhodnutí Nejvyššího soudu odvolat Arje Deriho z funkce ministra vnitra, byl Malchi'eli jmenován úřadujícím ministrem vnitra.

## Osobní život
Malchi'eli žije v Neve Ja'akov. Je ženatý s Tahilou (rozenou Bejt Baruch), pracovnicí v oblasti high-tech, a má sedm dětí.
Malchi'eli je považován za člověka blízkého rabínu Davidu Kohenovi a rabínu Jicchakovi Josefovi.